# Liste der Pfarren im Dekanat Heiligenkreuz
Das Dekanat Heiligenkreuz ist ein Dekanat im Vikariat Unter dem Wienerwald der römisch-katholischen Erzdiözese Wien.

## Pfarren mit Kirchengebäuden und Kapellen
| Pfarre               | Seelsorgeraum | Ink.                  | Seit      | Patrozinium                             | Kirchengebäude und Kapellen | Bild                               |
| -------------------- | ------------- | --------------------- | --------- | --------------------------------------- | --- | ---------------------------------- |
| Alland               | Wienerwald    | Heiligenkreuz (OCist) | um 1050   | St. Georg und St. Margareta             | Pfarrkirche Alland Kapelle in Groisbach, Karmel St. Josef Mayerling | Pfarrkirche Alland                 |
| Gaaden               | Wienerwald    | Heiligenkreuz (OCist) | um 1130   | St. Jakobus der Ältere                  | Pfarrkirche Gaaden Kirche in Sparbach, Otto-von-Freising-Kapelle |                                    |
| Heiligenkreuz        | Wienerwald    | Heiligenkreuz (OCist) | 1643      | Mariä Himmelfahrt                       | Stiftkirche Heiligenkreuz Filialkirche Siegenfeld, Filialkirche Grub im Wienerwald, Kapelle in Helenental, Kapelle in Preinsfeld, Kapelle im Überdiözesanen Priesterseminar Leopoldinum Heiligenkreuz | Stiftskirche Heiligenkreuz         |
| Klausen-Leopoldsdorf | Wienerwald    |                       | 1767      | St. Leopold                             | Pfarrkirche Klausen-Leopoldsdorf Filialkirche Hochstraß | Pfarrkirche Klausen-Leopoldsdorf   |
| Maria Raisenmarkt    | Wienerwald    | Heiligenkreuz (OCist) | 1783      | St. Philipp und St. Jakobus der Jüngere | Wallfahrtskirche Maria Raisenmarkt Filialkirche Schwarzensee | Wallfahrtskirche Maria Raisenmarkt |
| Sittendorf           | Wienerwald    | Heiligenkreuz (OCist) | nach 1651 | St. Johannes Baptist                    | Pfarrkirche Sittendorf Kapelle in Dornbach | Pfarrkirche Sittendorf             |
| Sulz im Wienerwald   | Wienerwald    | Heiligenkreuz (OCist) | 1783      | Mariä Namen                             | Pfarrkirche Sulz im Wienerwald Kapelle in Gruberau | Pfarrkirche Sulz                   |
| Trumau               | Wienerwald    | Heiligenkreuz (OCist) | 1588      | St. Johannes der Täufer                 | Pfarrkirche Trumau | Pfarrkirche Trumau                 |

## Dekanat Heiligenkreuz
Das Dekanat umfasst acht Pfarren.
Diözesaner Entwicklungsprozess
Am 29. November 2015 wurden für alle Pfarren der Erzdiözese Wien Entwicklungsräume definiert. Die Pfarren sollen in den Entwicklungsräumen stärker zusammenarbeiten, Pfarrverbände oder Seelsorgeräume bilden. Am Ende des Prozesses sollen aus den Entwicklungsräumen neue Pfarren entstehen. Das Dekanat Heiligenkreuz bildet einen Entwicklungsraum.
Die Pfarren Trumau und Pfaffstätten, vorher Dekanat Baden, wurden am 1. September 2016 Teil des Dekanats Heiligenkreuz. Am 1. Oktober 2018 wurde die Pfarre Pfaffstätten wieder Teil des Dekanats Baden.

## Dechanten
- 2001–2021 Josef Kantusch, Pfarrer von Klausen-Leopoldsdorf[3]
- seit 2022 Sebastian Bezuidenhoudt OCist., Pfarrer von Alland